# Cyrtanthus ochroleucus
Cyrtanthus ochroleucus är en amaryllisväxtart som först beskrevs av Herb., och fick sitt nu gällande namn av William John Burchell och Ernst Gottlieb von Steudel. Cyrtanthus ochroleucus ingår i släktet Cyrtanthus, och familjen amaryllisväxter. Inga underarter finns listade i Catalogue of Life.